# 苗嶺山脈
苗嶺山脈，位於中國貴州省，是苗族主要的聚居地之一，森林資源豐富。苗嶺也是長江與珠江兩大水系的分水嶺，以北屬清水江流域，以南則是西江流域。苗嶺山脈的主峰雷公山位於雷山縣，被苗族視為母親山。